# Světelný tok
Světelný tok (symbol {\displaystyle \Phi }) je fotometrická veličina charakterizující světelný výkon záření či jeho zdroje uváděný v jednotkách zvaných lumen (značka lm). Vyjadřuje množství světelné energie, kterou přenese záření nebo zdroj vyzáří za časovou jednotku s přihlédnutím k citlivosti průměrného lidského oka na různé vlnové délky světla.

## Definiční vztahy
Světelný tok {\displaystyle \Phi _{\lambda }} monochromatického záření vlnové délky λ, jehož zářivý tok je {\displaystyle \Phi _{e\lambda }}, se určí podle vzorce
{\displaystyle \Phi _{\lambda }=K(\lambda )\,\,\Phi _{e\lambda }=K_{m}\,V(\lambda )\,\,\Phi _{e\lambda }},
kde K(λ) je světelná účinnost monochromatického záření, která je rovna poměru světelného toku a jemu odpovídajícího zářivého toku, a V(λ) je poměrná světelná účinnost záření (z hlediska pozorovatele totožná s poměrnou spektrální citlivostí) a je definována následovně:
{\displaystyle V(\lambda )={\frac {K(\lambda )}{K_{m}}}}     (–, lm/W, lm/W),
kde Km je maximum K(λ) určené při fotopickém vidění (vidění ve dne, při dostatečné intenzitě světla); připadá na vlnovou délku 555,155 nm a jeho hodnota je 683 lm/W.

Světelný tok {\displaystyle \Phi } záření složeného z více monochromatických záření vlnových délek {\displaystyle \lambda _{1},\lambda _{2},\dots ,\lambda _{n}} s odpovídajícími zářivými toky {\displaystyle \Phi _{e\lambda _{i}}} lze určit ze vzorce
{\displaystyle \Phi =K_{m}\sum _{i=1}^{n}V(\lambda _{i})\,\Phi _{e\lambda _{i}}}
Světelný tok {\displaystyle \Phi } záření, které představuje spojité spektrum (nebo jeho část) lze určit jako
{\displaystyle \Phi =K_{m}\int _{0}^{\infty }V(\lambda )\,{\frac {\mathrm {d} \Phi _{e}(\lambda )}{\mathrm {d} \lambda }}\,\mathrm {d} \lambda },
kde {\displaystyle {\frac {\mathrm {d} \Phi _{e}(\lambda )}{\mathrm {d} \lambda }}\equiv \Phi _{e\lambda }(\lambda )} je spektrální hustota zářivého toku {\displaystyle \Phi _{e}(\lambda )}, který v tomto případě představuje souhrnný zářivý tok pro všechna záření s vlnovou délkou menší nebo rovnou {\displaystyle \lambda .}

Stejně jako se pro fotopické vidění definují veličiny {\displaystyle K(\lambda )}, {\displaystyle K_{m}} a {\displaystyle V(\lambda )}, definují se pro skotopické vidění (soumrakové a noční vidění) veličiny {\displaystyle K^{\prime }(\lambda )}, {\displaystyle K_{m}^{\prime }} a {\displaystyle V^{\prime }(\lambda )}.

## Vztah ke svítivosti
Z definice svítivosti vyplývá, že světelný tok bodového zdroje svítivosti I do prostorového úhlu dΏ je definován vztahem
{\displaystyle \mathrm {d} \Phi =I\,\mathrm {d} \Omega .}
Odtud plyne, že je-li svítivost zdroje, v určité oblasti L úhlově vymezené v prostoru, konstantní s hodnotou svítivosti IL, potom je světelný tok vyzařovaný do této oblasti dán vztahem
{\displaystyle \Phi _{L}=I_{L}\,\Omega _{L}},
kde ΏL označuje úhlovou velikost (v prostorovém úhlu) oblasti L.

## Praktické užití
Celkový světelný tok v lumenech je základní charakteristikou obvykle udávanou u světelných zdrojů, spolu s příkonem a barvou (teplotou) světla. Tento tzv. světelný výkon umožňuje rychle propočítat účinnost zdroje podělením jeho elektrickým příkonem. Avšak při posouzení osvětlenosti v daném místě je třeba zohlednit směrovou charakteristiku zdroje, protože například žárovka vydávající světelný tok 500 lm v úhlu 120° dosáhne ve stejné vzdálenosti znatelně menšího (čtvrtinového) osvětlení v luxech než zdroj se stejným tokem soustředěným do úhlu 30°. 